# Річкова креветка японська
Річкова креветка японська (Macrobrachium nipponense) — вид креветок родини креветових (Palaemonidae). Відомий об'єкт промислу і аквакультури, який цінується за високі смакові якості.

## Поширення
Природний ареал охоплює дельтові ділянки та пониззя річок Далекого сходу Азії від Маньчжурії і Кореї на півночі до В'єтнаму та М'янми на півдні, включно із Японським архіпелагом та Тайванем.

### Інвазивний ареал

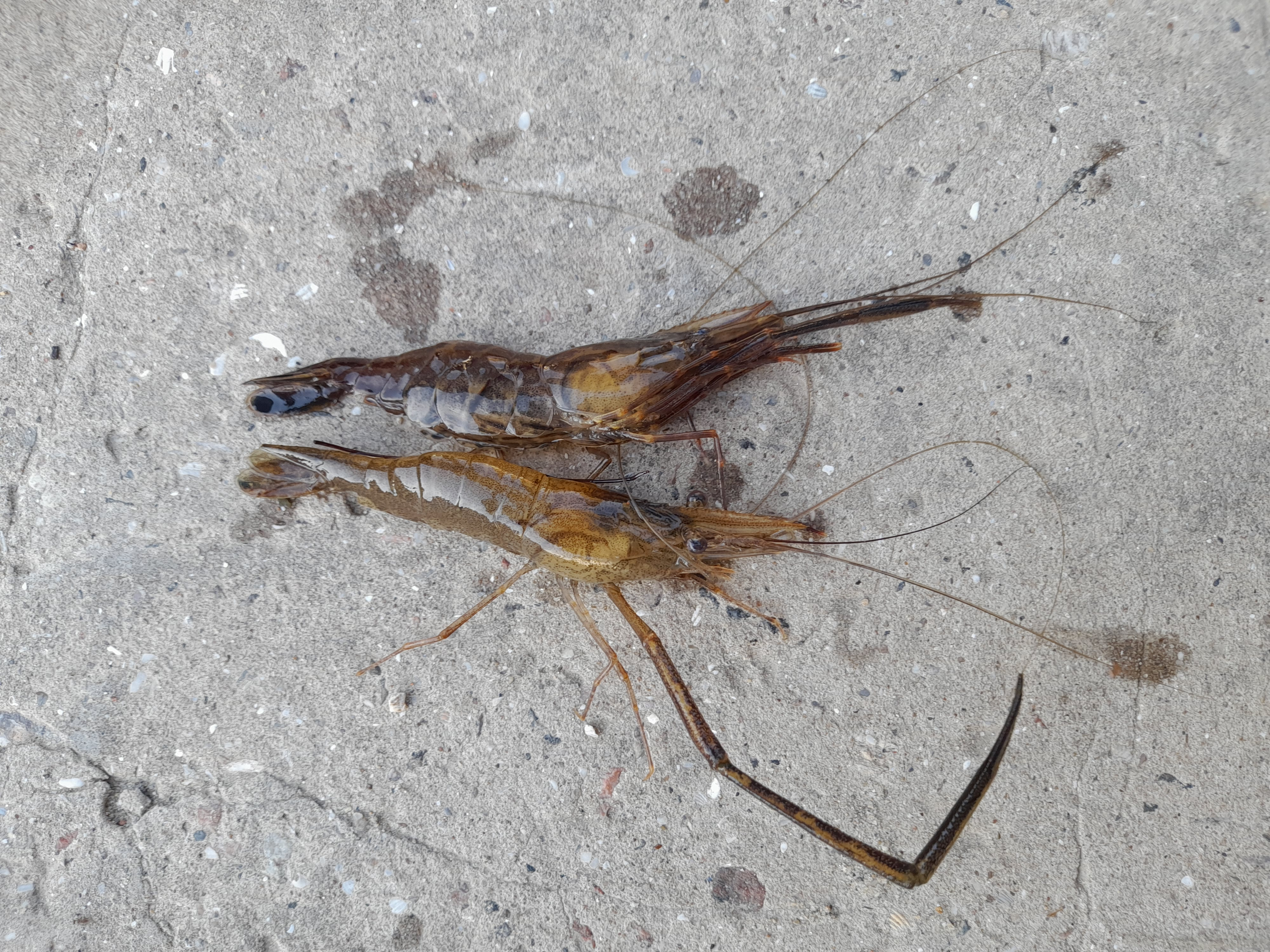
Креветки з м. Вилкового, Україна

Був штучно інтродукований до Європи та західної Азії, що призвело до утворення інвазивних популяцій. Інвазивний ареал охоплює Іран, Ірак, Дагестан, пониззі Дона. В Європі річкова креветка японська поширюється водоймами Болгарії, Молдові, Румунії, Україні.
В Україні цей вид був вперше інтродукований в 1982 році до Кучурганського водосховища (басейн Дністра). На даний час креветка розширила ареал і відзначається в басейні Дністровському лимані, Дунаю, Джантшейський лиман, верхів’я Сухого і Великого Аджалицького лиманів, пониззя річок.

## Спосіб життя
Живе в широкому діапазоні солоності, чудово адаптуючись до прісних вод. Повна адаптація до життя в абсолютно прісній воді відбувається вже за три покоління. Личинки креветки мають нижчу виживаність у прісній воді, ніж у солонуватій, віддаючи перевагу солоності не нижче 3-10 ‰.